# Еґон Кренц
Е́ґон Кренц (нім. Egon Krenz; нар. 19 березня 1937) — колишній політичний діяч Німецької Демократичної Республіки (НДР), комуніст.

## Життєпис
Член Соціалістичної єдиної партії Німеччини (СЄПН) з 1955 р., в 1983 став членом Політбюро.
Був протеже Еріха Гонеккера. З 18 жовтня по 3 грудня 1989 р. був Головою Соціалістичної єдиної партії Німеччини та Головою Державної ради НДР, змінивши на цих посадах Хонекера після широкомасштабних продемократичних демонстрацій.
Оголосивши «новий курс», він відкрив для проходу Берлінський мур (9 листопада 1989) і обіцяв провести демократичні вибори, але цього було недостатньо, і він пішов у відставку в грудні 1989 р., пробувши на чолі держави і партії тільки кілька тижнів.

### В об'єднаній Німеччині

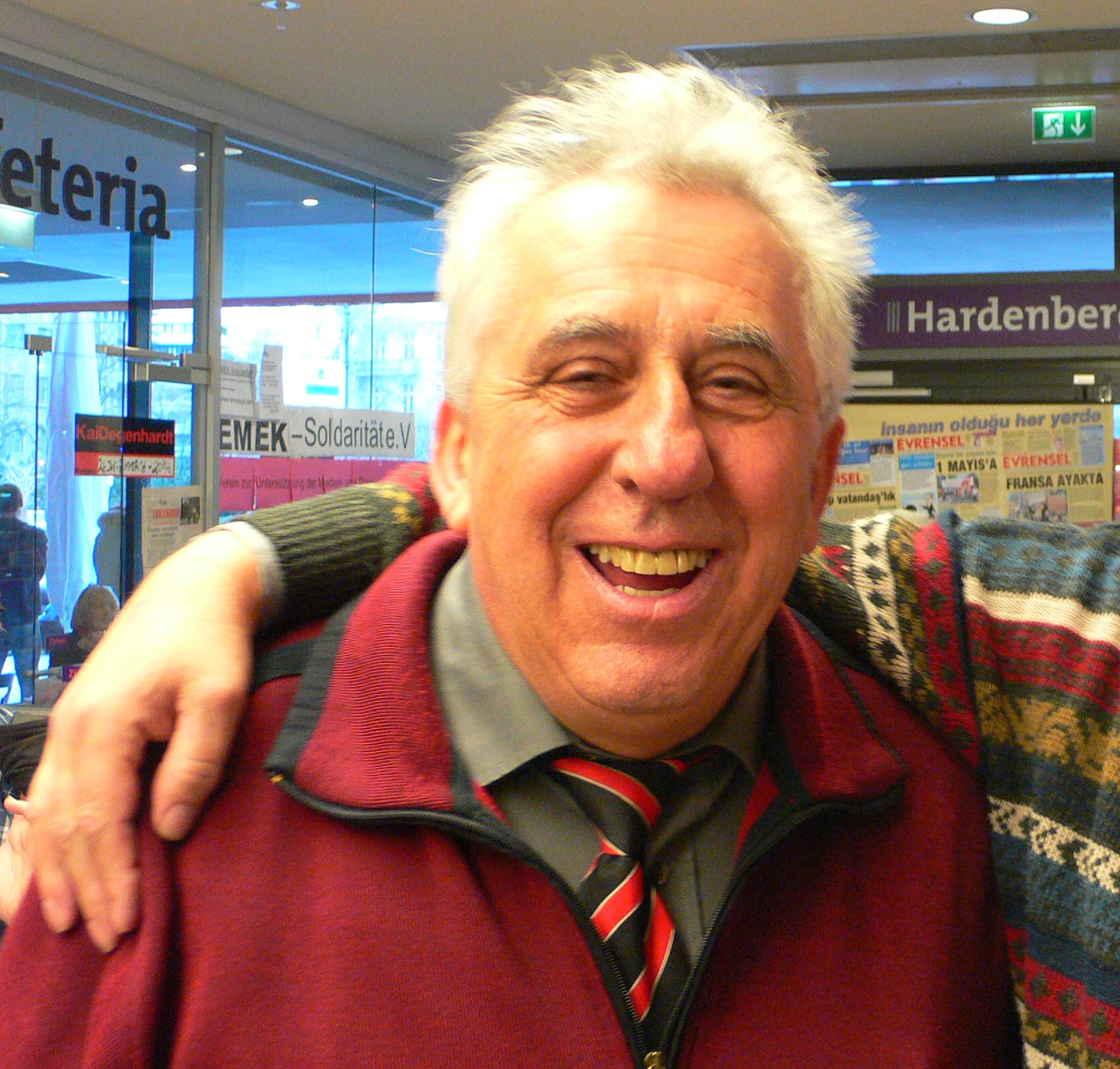
Еґон Кренц у 2007 році.

25 серпня 1997 р. в результаті так званого «процесу Політбюро», що почалося в 1995 році, засуджений до 6,5 років в'язниці за причетність до «загибелі людей біля Берлінської стіни». Відбував покарання у в'язницях Моабіт і Плетцензеє, в ув'язненні написав книгу «Тюремні записки». Після чотирьох років перебування у в'язниці 18 грудня 2003 року звільнений з берлінської в'язниці «з огляду на малу ймовірність повторення злочину».
Проживає у містечку Діраген (Мекленбург-Передня Померанія).

## Родина
Одружений. Дружина Еріка за фахом педагог, доцент з педагогічної освіти (з 1990 року на неї розповсюджується заборона на професію). Є двоє синів (працюють у технічній галузі), одна внучка і два внуки.
| політик | Це незавершена стаття про політичного діяча. Ви можете допомогти проєкту, виправивши або дописавши її. |